# إل. يان ماكدونالد
إل. يان ماكدونالد هو صحفي كندي، ولد في 1947.